# Phymaturus antofagastensis
Phymaturus antofagastensis — вид ігуаноподібних ящірок родини Liolaemidae. Ендемік Аргентини. Описаний у 2013 році.

## Поширення і екологія
Phymaturus antofagastensis відомі з типової місцевості, розташованої в районі поселення Лос-Насімьєнтос в департаменті Антофагаста-де-ла-Сьєрра на північному заході провінції Катамарка, поблизу чилійського кордону. Вони живуть серед скель, місцями порослих рослинністю, на висоті від 3700 до 4500 м над рівнем моря. Живляться рослинністю, відіграють важливу роль у поширенні насіння деяких рослин.